# Nationalpark Magura
Der Nationalpark Magura (poln. Magurski Park Narodowy) ist ein Nationalpark im Südosten Polens. Er befindet sich in den Niederen Beskiden, einem Teil der Äußeren Ostkarpaten, an der polnisch-slowakischen Grenze. Der zentrale Bestandteil des Nationalparks ist der Magura Wątkowska-Rücken mit dem Wątkowa (847 m ü.dM.) als höchstem Punkt. Zudem ist der Nationalpark Quellgebiet der Wisłoka.

## Geographie
Der Nationalpark liegt in den Woiwodschaften Karpatenvorland und Kleinpolen. Die Landschaft dieses Gebietes ist eine für die Niederen Beskiden typische Mischung aus bewaldeten kuppelförmigen Hügeln, die von Fluss- und Bachtälern durchzogen werden. Hervorzuheben sind die geologischen Besonderheiten wie das Naturdenkmal Diabli Kamień ("Teufelsstein") und das Naturschutzgebiet Kornuty. Die Wisłoka, welche als Bergfluss mit zahlreichen Zuflüssen ein charakteristisches Landschaftselement ist, schafft sich im Gebiet des Nationalparks etliche sehenswerte Durchbrüche und Windungen.

## Flora
Die Pflanzenwelt des Nationalparks zeigt die typischen Merkmale einer Übergangsregion zwischen den Ost- und Westkarpaten. Dabei überwiegen die Waldgemeinschaften unter den hier vorkommenden Pflanzengemeinschaften eindeutig. Auf der Vorgebirgsstufe (bis 530 m ü.dM.) sind meistens Eichen-Hainbuchenwälder, und Sumpferlenwälder anzufinden, während der unteren Hochwaldstufe (von 530 m ü. d. M. bis zum Gipfel) Buchenwald vorherrscht. Daneben gibt es aber auch Tannenwälder sowie Kiefernwälder fremder Herkunft.

## Fauna
Innerhalb der Niederen Beskiden gehört der Nationalpark zu einem der wichtigsten Zufluchtsorte für Tiere. 137 Vogelarten sind hier vertreten, darunter viele seltene und bedrohte Arten, wie der Steinadler, der Schreiadler (wiederzufinden im Wappen des Nationalparks), der Uhu und der Wespenbussard, sowie Vögel mit großer Population wie der Schwarzstorch, Habichtskauz und Weißrückenspecht. Außerdem kommen hier 35 Säugetierarten vor, u. a. der Braunbär, der Luchs, die Wildkatze, der Wolf und der Fischotter.